# White Savage
La salvaje blanca (título original en inglés, White Savage) es una película de aventuras de 1943 protagonizada por María Montez, Jon Hall, Sabu y dirigida por Arthur Lubin. Narra la historia de un cazador de tiburones (Hall) que se enamora perdidamente de la princesa (Montez) de una isla paradisíaca. La película forma parte de una serie de filmes de aventura lanzados por Universal Pictures durante el periodo bélico, y es una de las primeras que se rodaron en Technicolor.

## Reparto
- María Montez - Princesa Tahia
- Jon Hall - Kaloe
- Sabu - Orano
- Turhan Bey - Tamara
- Sidney Toler - Wong
- Thomas Gomez - Sam Miller
- Don Terry - Gris
- Paul Guilfoyle - Erik
- Constance Purdy - Blossom
- Al Kikume - Guardia
- Frederic Brunn - Sully
- Pedro de Córdoba - Fabricante de velas
- Anthony Warde - Barman
- James Mitchell - Bailarín
- Bella Lewitzky - Bailarina